# Махди

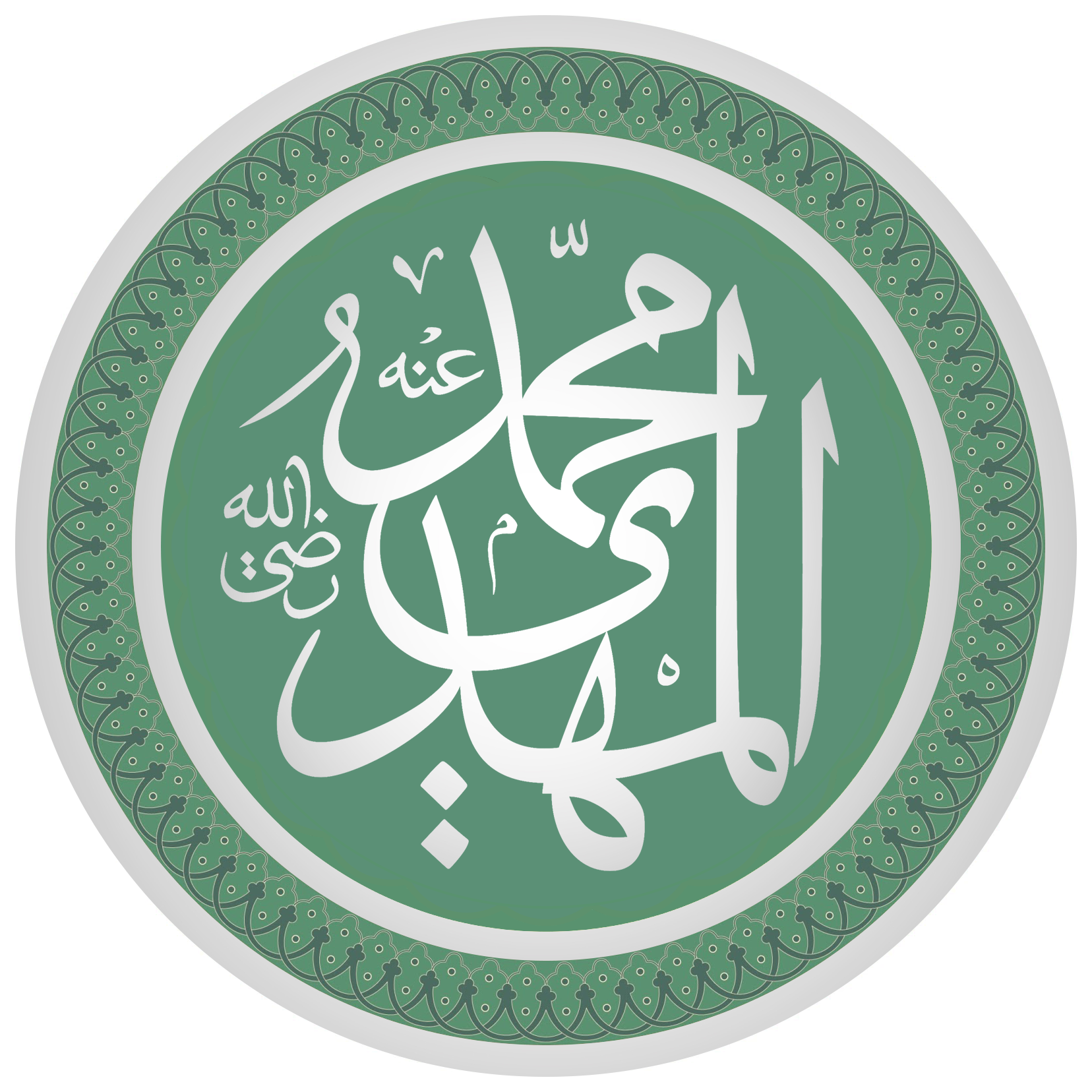
Имя Махди, записанное исламской каллиграфией в Масджид ан-Набави

Махди́ (араб. مهدي — ведомый верным путём‎) — в исламе: последний преемник пророка Мухаммеда, который появится перед концом света. В Коране имам Махди не упоминается, но идея о нём широко толкуется в хадисах пророка Мухаммеда. Личность имама Махди мыслится как самостоятельный образ «обновителя веры».

## История
В первые века хиджры, Махди воспринимался в образе ожидаемого правителя, который должен восстановить первоначальную чистоту ислама. На эту роль претендовал «антихалиф» Абдуллах ибн аз-Зубайр. Мессианские идеи получили широкое распространение в шиизме, где вера в пришествие Махди слилась с верой в возвращение «скрытого» имама — Мухаммада аль-Махди.
Мессианские идеи вдохновляли исламские социальные и религиозные движения. Идеей Махди воспользовались основатель династии Фатимидов (909—1171, то есть 262 года), Убайдаллах аль-Махди; основатель династии Альмохадов, Мухаммад ибн Тумарт и лидер махдистского восстания в Восточном Судане Мухаммад Ахмад.
Махди, согласно представлениям в исламской эсхатологии, не спустится с небес, как Иса (Иисус), а будет вместе с ним устанавливать на земле царство Божье. Он будет потомком пророка Мухаммада и начнет свою деятельность одновременно с пришествием Даджаля. Вместе с Исой, он будет сражаться против Даджаля и победит его. Махди и Иса упразднят насилие и несправедливость, и установят справедливые и истинные порядки.

## Образ
Согласно шиитским верованиям, Махди жив и в скором времени восстановит справедливость на земле. Махди рассматривается как обычный человек, соответствующий своему времени. В отличие от шиизма, суннитский Махди, по определению И. Гольдциера, «лицо неопределенное, мифологическое украшение идеала будущего».
Некоторые богословы отождествляют Махди с «обновителями веры» (муджаддид).